# Hombre mirando al sudeste
Hombre mirando al sudeste es una película argentina de ciencia ficción y drama de 1986 escrita y dirigida por Eliseo Subiela y protagonizada por Lorenzo Quinteros, Hugo Soto e Inés Vernengo. Contiene referencias a la novela de Adolfo Bioy Casares: La invención de Morel [cita requerida] y a La transmigración de Timothy Archer de Phillip K. Dick (a quien se homenajea con el apellido del personaje interpretado por Inés Vernengo).
Con este film, Subiela se consolidaría en la realización cinematográfica y el reconocimiento popular de su país. Se estrenó en cines el 2 de abril de 1987 y obtuvo 1.100.000. espectadores en su recorrido comercial. 
El filme estadounidense K-Pax (2001) inspirado en la novela homónima de Gene Brewer (1995) cuenta prácticamente la misma historia sin darle crédito a Hombre mirando al sudeste, por lo que Subiela afirmó al momento de su estreno de que la historia de K-Pax era un plagio de su obra.
En una encuesta de las 100 mejores películas del cine argentino llevada a cabo por el Museo del Cine Pablo Ducrós Hicken en el año 2000, la película alcanzó el puesto 10. En una nueva versión de la encuesta organizada en 2022 por las revistas especializadas La vida útil, Taipei y La tierra quema, presentada en el Festival Internacional de Cine de Mar del Plata, la película alcanzó el puesto 40.
El filme fue ganador del Premio OCIC del 36º Festival Internacional de Cine de San Sebastián en España en 1986 y Subiela premiado como realizador Revelación en dicha edición.

## Sinopsis
En un hospital psiquiátrico aparece un nuevo paciente que dice llamarse Rantés (Hugo Soto), y que afirma ser un mensajero de otro planeta que vino a investigar la «estupidez humana». El Dr. Julio Denis (Lorenzo Quinteros) se muestra escéptico sobre esta historia pero Rantés irá introduciéndose en su vida, haciéndolo dudar de si realmente está loco, con lo que, sutilmente, lo obliga a replantear su vida y profesión.

## Reparto
- Lorenzo Quinteros como Dr. Julio Denis
- Hugo Soto como Rantes
- Inés Vernengo como Beatriz Dick
- Cristina Scaramuzza como Enfermera
- Antonio Avila como Periodista
- Cecilia González como Cliente del bar 1
- María González como Cliente del bar 2
- Luis Gonzalez como Cliente del bar 3
- José Luis Diez como un paciente
- Noemí Frenkel como (voz)
- Aldo Barbero como (voz)

## Producción
El diseño de tapa fue realizado por Carlos Mayo.

## Influencia
El filme estadounidense Mr. Jones (1993), dirigido por Mike Figgis, copiaba parcialmente a Hombre mirando al sudeste: la secuencia en que el protagonista, un paciente maníaco depresivo, que durante un concierto de música clásica se apropia de la batuta del director de orquesta, fue calificada por el protagonista de ese filme, Richard Gere (en un reportaje de Televisión Española), como «un homenaje a una película argentina llamada Hombre mirando al sudeste».

## Home Video
En 1987 la editora Transeuropa editó la película en VHS. Años después, en el 2008, SBP Worldwide editó el DVD de la película, usando el máster del VHS debido a la imposibilidad de encontrar uno con mejor imagen y sonido, esta edición presenta como características especiales audio español 2.0 y pantalla 4:3. Como extras incluye entrevistas con Lorenzo Quinteros, Hugo Soto, Inés Vernengo, Eliseo Subiela y Pedro Aznar.
El 12 de diciembre de 2016, en Estados Unidos, la editora KINO Classics editó en DVD y Bluray la película, incluyendo un remasterizado de imagen con calidad 1080p, audio 2.0 y, como extras, un acercamiento al guion con Eliseo Subiela y entrevistas con los actores.
Fue restaurada y mejorada a calidad 4K por el “Plan Recuperar” que tanto DAC (Directores Argentinos Cinematográficos) como el Laboratorio digital GOTIKA iniciaron a comienzos del 2017, junto a otros títulos. Esta versión es la que se puede encontrar en la web CINE.AR, siendo anunciando antes del comienzo de la misma dicha restauración.

## Banda sonora
Fue compuesta por Pedro Aznar y recibió muy buenas críticas. Combina música clásica con música electrónica y experimental utilizando sintetizadores y secuenciadores. Fue producida, grabada y mezclada por Pedro Aznar y Amílcar Gilabert.
En el formato compacto aparecen dos temas: Música de la película hombre mirando al sudeste y Azul 20, Música para ballet (en 10 movimientos).
La primera parte contiene diez pistas:
| Pista | Título                       |
| ----- | ---------------------------- |
| 1     | Mirando al Sudeste           |
| 2     | Rantés                       |
| 3     | Las transmisiones            |
| 4     | Jeroglíficos                 |
| 5     | Luz de La Santa              |
| 6     | Telekinesis                  |
| 7     | El llamado de la noche       |
| 8     | Ataúdes                      |
| 9     | Doctor, por qué me abandona? |
| 10    | Dr. Denis                    |